# 미드댁스 항공
미드댁스 항공(영어: Midex Airlines)은 아랍에미리트의 화물 항공사로 총 10개 노선을 취항하고 있다. 본사는 아랍에미리트 아부다비에 위치해 있으며 2007년에 설립했다. 또한 사용하고 있는 허브 공항으로 샤르자 국제공항이 있다.

## 보유 기종
- 2012년 3월 기준으로 미드댁스 항공은 다음과 같은 기종을 보유하고 있다.[1]